# Breguet Bre.521 Bizerte
 Breguet Bre.521 Bizerte  byl francouzský třímotorový dvouplošný průzkumný létající člun z období druhé světové války.

## Vznik
Aby urychlila vývoj vojenského i civilního námořního letectva, objednala na začátku třicátých let francouzská admiralita u britské firmy Short Brothers dopravní létající člun Short S.8 Calcutta. Licenční sériovou výrobu měla převzít firma Breguet, ta se však rozhodla využít letoun k vlastnímu vývoji. Konstruktéři celý stroj zvětšili a použili výkonnější motory.
Výsledná konstrukce se pak stavěla ve dvou verzích. Bre.521 jako dálková průzkumná vojenská verze a dopravní typ, který dostal označení Bre.530 Saigon a byl určen pro 20 cestujících.

## Popis konstrukce
Letoun měl celokovovou konstrukci trupu a kostry nosných a ocasních ploch a vyznačoval se dokonalou povrchovou úpravou proti působení mořské vody. První prototyp byl vybaven třemi hvězdicovými motory Gnome-Rhône 14Kdrs o výkonu 606 kW (825 k), namontovanými v gondolách mezi horním a dolním křídlem. Tři otevřená střeliště byla vybavena kulomety Darne ráže 7,5 mm a nacházela se na přídi, na levém boku za křídly na hřbetě trupu a za ocasními plochami. Posádku tvořilo osm mužů.

## Vývoj
Prototyp poprvé vzlétl 11. 9. 1933 a již v roce 1934 byly objednány tři sériové kusy. Na rozdíl od prvního stroje dostaly silnější motory Gnome-Rhône 14Kirs o výkonu 662 kW (900 k) a počet střelišť byl zvýšen na pět. Za pilotním prostorem se vytvořila zakrytá boční střeliště po obou stranách, otevřená horní střeliště byla dvě vedle sebe a záďové střeliště bylo opatřeno věží. Na přídi byla vytvořena prosklená chodbička od pilotního prostoru k pumovému zaměřovači. Pod spodním křídlem byly závěsy pro čtyři pumy typu G-2 po 75 kg.
Do konce roku 1936 bylo vyrobeno 12 strojů. Poslední stroj této série byl vybaven motory Hispano-Suiza 14AA a dostal označení Bre.522. Do září 1938 bylo postupně vyrobeno dalších 16 strojů a do roku 1940 poslední tři stroje s motorem Gnome-Rhône 14N.

## Nasazení
Letouny byly nasazeny v námořních eskadrách E1, E2, E3, E5 a E9. Po porážce Francie nechali Němci Vichistické vládě eskadry E1 operující v Alžírsku a E9 v Berre. Obě eskadry měly po třech strojích.
V listopadu 1942 obsadili Němci i zbývající území Francie a letouny z Berre zabavila Luftwaffe. Byly pak nasazeny při pátrání po sestřelených letcích na základnách v Lorientu a Saint Mandrieru.
Jeden letoun byl v srpnu 1944 objeven francouzskou armádou na pobřeží Středozemního moře. Po opravě byl přidělen k francouzské Flotille 9FTr.

## Specifikace

Breguet Bre.521

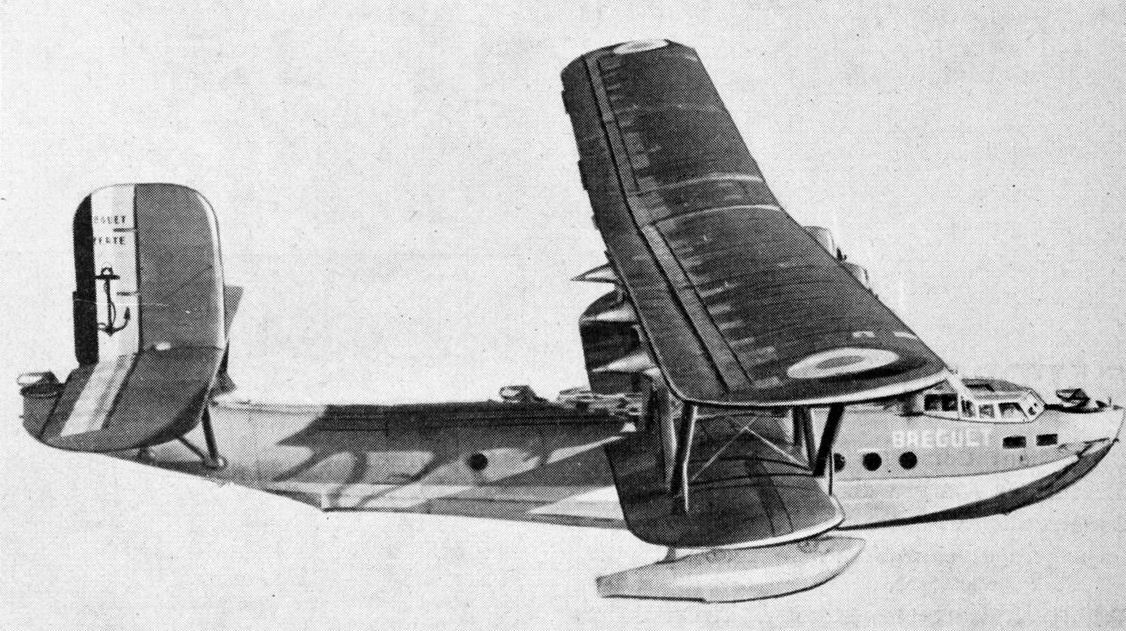
Breguet Bre.521

Údaje dle

### Technické údaje
- Osádka:
- Rozpětí: 35,20 m,
- Délka: 20,60 m
- Výška: 7,50 m
- Nosná plocha: 162,80 m²
- Hmotnost prázdného letounu: 9480 kg
- Vzletová hmotnost:
  - normálně: 15105 kg
  - s přetížením: 16620 kg
- Pohonná jednotka:

### Výkony
- Maximální rychlost v 1000 m: 421 km/h
- Cestovní rychlost: 200 km/h
- Dostup: 6000 m
- Výstup na výšku 2000 m: 8,75 min.
- Dolet:
  - normálně: 2100 km
  - maximálně: 3000 km